# Pascal Comelade

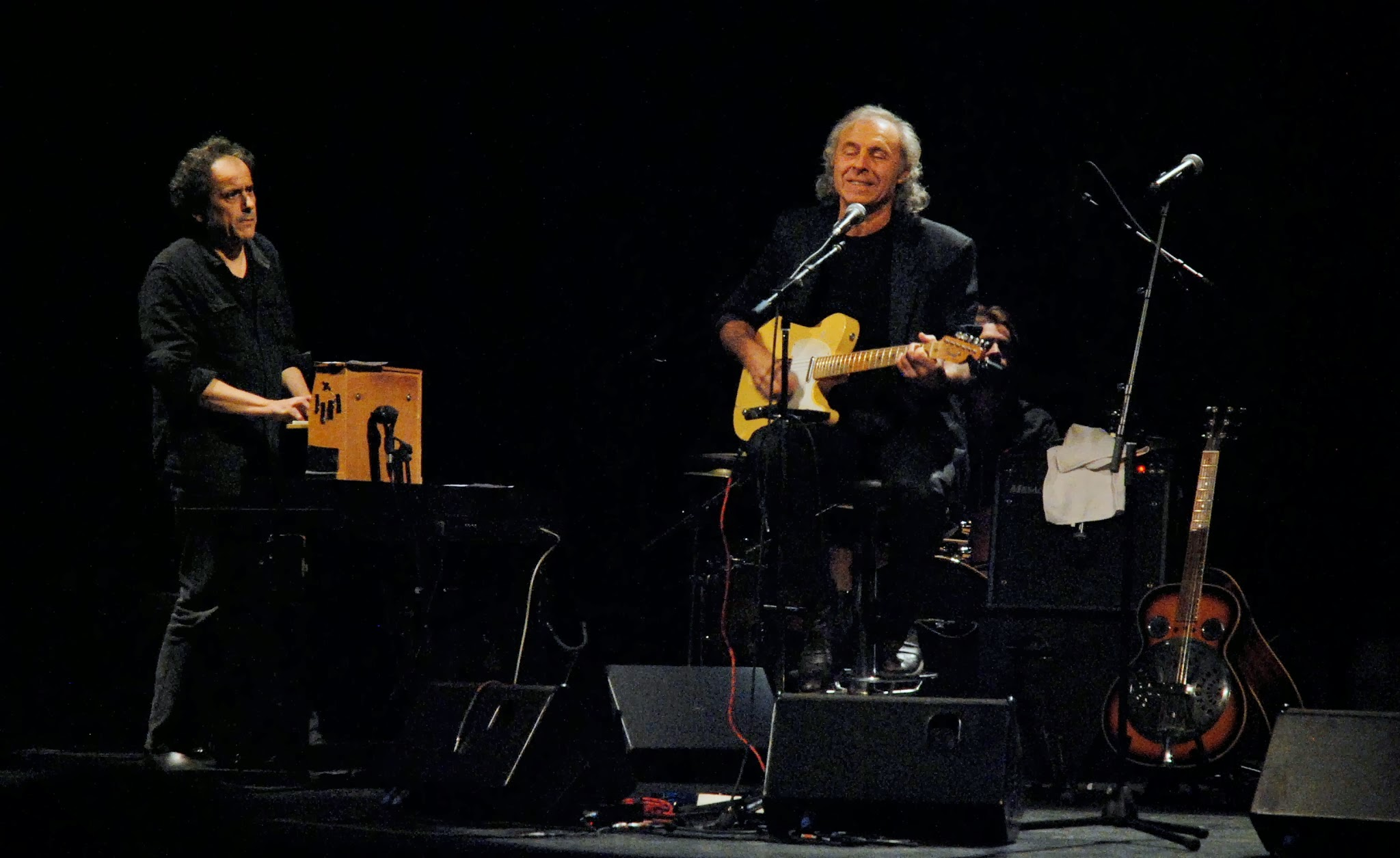
Pascal Comelade acompanyant Carles Sarrat

Pascal Paul Vincent Comelade (Montpeller, 30 de juny de 1955), més conegut com a Pascal Comelade (IPA: [pəsˈkaɫ ku.məˈɫa.ðə]), és un músic nord-català.

## Biografia
Nascut el 1955 a Montpeller, de petit per casa seva van passar molts músics del costat Sud de la frontera. La seva mare, Eliane Thibaut-Comelade, fou cuinera i autora de diversos llibres sobre cuina, especialment cuina (medieval) catalana. Son pare, Pere Comelade, és psiquiatre.
Del 1974 al 1978 va viure a Barcelona, a casa de Lluís Llach. Hi va conèixer, entre d'altres, Maria del Mar Bonet, Quico Pi de la Serra i Toti Soler, i va fer amistat amb Ovidi Montllor i Víctor Nubla (músic experimental, membre de Macromassa).
Després d'uns anys a Montpeller va tornar una altra temporada a Barcelona, concretament a Gràcia on va entrar en contacte amb una certa bohèmia, representada principalment pel poeta Enric Casasses, amb qui continua col·laborant, o el dibuixant Max.
Actualment viu a Ceret, on el 2010 va fer una exposició al museu d'art modern. El 2020 va exposar diversos quadres a la mostra Música invisible a La Providence-Centre Català d'Art Viu d'Illa (Rosselló).

## Música
Pascal Comelade és un músic difícil de definir. És compositor i multiinstrumentista. Les seves obres són sovint molt curtes, de 2 o 3 minuts, i gairebé sempre instrumentals. D'ell s'ha arribat a dir que és un rocker ultra minimalista o un clàssic post-modern. Fa música d'avantguarda sense oblidar les arrels. Sobre com altres el qualifiquen, afirma: «Estic fart de ser el fill d'Erik Satie, el nebot de Nino Rota i el no sé què de Kurt Weill».
Gaudeix d'un gran reconeixement a França i al Japó. S'han editat recopilatoris especialment per a aquest darrer país, i fins i tot existeix una banda japonesa, anomenada Pascals que han editat dos discos, Pascal Comelade presents Pascals i Abiento. El primer és de versions del músic català i el segon inclou, a més de dues versions d'ell, diverses composicions pròpies i un parell d'adaptacions d'altres músics, sempre passats per un sedàs comeladià. Ha actuat per tot Europa i el Japó.
Ha col·laborat amb infinitat de músics. Com a exemple, a nivell català amb Toti Soler i Gerard Jacquet i a nivel internacional amb PJ Harvey (que ha posat veu a la genial Love too soon), Robert Wyatt i Richard Pinhas i Cathy Claret. Fa temps que afirma que farà un disc amb la cantant britànica PJ Harvey. Va col·laborar amb Sisa en la composició de l'àlbum d'aquest Visca la llibertat. A part, un dels seus àlbums, El Cabaret Galàctic, es diu igual que una cançó del cantautor galàctic. Així mateix va musicar el poema Bueno d'Accidents Polipoètics. L'any 2022, va col·laborar amb Lee Ranaldo i Ramon Prats en un concert a Banyoles inspirat en cançons de la Velvet Underground en motiu de la presentació del llibre "Linger on" del periodista Ignasi Julià.
Ha fet diverses bandes sonores, especialment per a films francesos, i música per a dansa i teatre. Per exemple per als espectacles Zumzum-ka i Psitt!!, Psitt!! de la companyia de Cesc Gelabert i per a l'adaptació teatral de La plaça del diamant feta per Joan Ollé.
Malgrat el seu èxit a nivell de crítica, potser la composició seva més coneguda a Catalunya és Sense El Ressò Del Dring, i tot just per què va ser el fons musical de la campanya de promoció de la programació d'estiu de TV3 del 2004.

### Versions
Una de les constants en els seus àlbums és el fet d'adaptar melodies d'altres al seu estil. Fins i tot hi té un àlbum sencer dedicat, Danses et Chants de Syldavie, amb, per exemple, Honky Tonk Women dels Rolling Stones, Brand New Cadillac dels The Clash, Egyptian Reggae, The Third Man Theme, Mexican Theme from Rio Bravo, Amapola, The Godfather Waltz, Bésame mucho o The Midnight Special.
També ha adaptat música tradicional catalana, com en els àlbums Música Pop - Danses de Catalunya Nord i els dos volums de Pop Songs del Rosselló, amb Gerard Jacquet. A part, no és estrany de trobar sardanes als seus discos, com L'espinosa ètica de la santa espina, de la Santa espina d'Enric Morera, o la Sardana dels desamparats.
Ha versionat també diversos himnes revolucionaris, com A las barricadas, Hijos del pueblo, En el pou Maria Lluïsa o La bella Ciao.
A nivell de músics catalans ha versionat diverses vegades Homenatge a Teresa, d'Ovidi Montllor, amb el títol Teresa i diverses cançons de Sisa, com l'Home dibuixat, així com una més que conmovedora i sensual versió de la cançó "Noia de Porcellana" de Pau Riba, en l'homenatge que organitzà la revista Enderrock pels 35 anys de la publicació del disc "Dioptria", per molts el primer i millor disc de la música en català.

### La Bel Canto Orquestra
Pel que sembla, el fet de sentir Music for Amplified Toy Pianos, de John Cage, el va afectar bastant i va decidir explorar aquest camí. Per a molta gent, Pascal Comelade és "aquell músic boig que toca amb instruments de joguina". Tanmateix, en realitat el que fa és, per una banda, usar joguines com a instruments, i per una altra tocar pianos i guitarres reduïts, no realment joguines. La Bel Canto Orquestra és l'orquestra amb qui sol tocar aquestes (i altres) composicions en directe. Les gravacions les sol fer tot sol o acompanyat per (uns pocs) músics diferents en cada tema. Va ser fundada en el 1983 pel Pascal Comelade, Cathy Claret i Pierre Bastien.
Per la Bel Canto Orquestra hi han passat multitud de músics diferents, entre els que podríem destacar Pep Pasqual, de La Vella Dixieland. Un altre membre bastant habitual és el poeta Enric Casasses, que hi toca el triangle. A part, declama els poemes a què Comelade ha posat música.

### Títols de cançons
Les composicions de Pascal Comelade són, en la seva immensa majoria, instrumentals i abstractes. Així doncs, els títols no volen dir res, a part de ser una etiqueta per a identificar-les. Segons ell, quan li ve al cap el que podria ser un títol interessant pet a una composició, l'apunta i quan fa un disc recupera aquestes llistes de títols.
És habitual que siguin jocs de paraules o semblin trets d'una sessió de cadàvers exquisits. A més, no tenen una llengua determinada, podent-se trobar en un mateix disc títols en català, francès, anglès… i fins i tot no és estrany que un títol sigui una barreja de mots en diversos idiomes, tipus L'Orquestra del Titanic plays "That's amore" o La plaza d'orient as locus solus.
Un exemple de títols de cançons pot ser:
- 4 Roses Pour Marie
- A Hard Mordadelo's A Gonna Filemon Fall
- Anemic Cinema
- Ava, In A Palindromic Garden
- Dali's Mustache With Gitano's Chussure
- Don't Touch My Blue Ôyster Shoes
- El Zoot-Horn Rrotllo Enmascarado
- Hyparxiologi Del Rocanrol
- Il Ventilator Della F.A.I.
- L'Espinosa Ètica De La Santa Espina
- La Cathedrale Des Cure-Dents
- Nyigo-Nyigo
- Patafisiskal Polska
- Señor Draminsky's Danish Lonely Hearts Club Orquestra
- The Blank Invasion Of Schizofonics Bikinis
- The Skatalan Logicofobism
- To Be Dammit Ornette To Be
- Toti Al Soler
- Un La Minimal Nu
- Your Eyes Like Juan Gris Cubist Guitars
- Zas Llast Vals
- I Can't Control Myself

### Discografia
Pascal Comelade és capaç de publicar un parell o tres de discs per any, de manera que és ben difícil de seguir la seva discografia. A més, sovint fa edicions diferents a Espanya i França, i edicions especials per a, per exemple, el Japó.
Segons ell els seus discs pertanyen a dues sèries diferenciades, una major i una menor. A la major hi hauria discos de llarga durada tipus El Cabaret Galàctic o Cent Regards. A la menor, discos més temàtics i de curta durada, com Música pop, un disc de menys de 25 minuts, amb versions personals de danses tradicionals de la Catalunya Nord.
A part, té diverses bandes sonores de pel·lícules, com ara André le Magnifique (2000, dels directors francesos Emmanuel Silvestre i Thibault Staib) o L'illa de l'holandès (2001, del director valencià Sigfrid Monleón), música per a dansa contemporània, com ara Zumzum·Ka (1998), de la companyia Gelabert+Azzopardi, i directes com Live in Lisbon and Barcelona ninetynine.
Una de les seves últimes publicacions fou un còmic-CD realitzat amb el dibuixant Max: "Lo piano vermell/El piano rojo" que inclou una narració gràfica de Max de 64 pàgines a color i un CD inèdit de Pascal gravat amb la Bel Canto Orquestra durant la seua gira de 2006 per diverses localitats catalanes. S'han publicat versions en català i castellà.
La següent llista encara no és completa.
- Fluence (1975)
- Séquences Paiennes (1978)
- Vertical Pianos (1978)
- Paralelo (1980), àlbum en vinil, LP (Catalunya Nord: Parasite)
- Ready-Made (1980)
- Slow Musics (1981), àlbum en casset (EUA: Eurock, Archie Patterson)
- Sentimientos (1982), vinil, LP (EUA: Dys)
- Irregular Organs (1982), àlbum en casset (Catalunya Nord: Parasite)
- Fall of Saigon (1983)
- Logique du sens (1983)
- Back to Schizo (1975-1983)
- Détail Monochrome (1984), àlbum en vinil, LP (Nancy: Les disques du soleil et de l'acier / Gérard N'Guyen)
- La dialectique, peut-elle casser des briques ? (1984)
- Bel Canto Orquestra (1984), àlbum en vinil, LP (Nancy: Les disques du soleil et de l'acier / Gérard N'Guyen), reeditat el 1988 per Ama Romanta (Portugal)
- Milano Enharmonisto (1984), casset, amb Bel Canto Orchestra (Milà: ADN)
- Précis de décomposition bruitiste (1984)
- Scénes de musique ralentie (1984), àlbum en casset (Barcelona: Laboratorio de Música Desconocida)
- Bel Canto (1986)
- El Primitivismo (1987), àlbum en vinil i CD (Nancy: Les disques du soleil et de l'acier / Gérard N'Guyen), reeditat en vinil per Discos Radioactivos Organizados (Madrid, 1988), i en CD per G3G Records (Barcelona, 1992 i 2007)
- Impressionismes (1988), àlbum en CD, pel mercat japonès (Nancy: Les disques du soleil et de l'acier / Gérard N'Guyen)
- Rock del veneno (1988), senzill en vinil.
- 33 Bars (1990), àlbum en CD (Nancy: Les disques du soleil et de l'acier / Gérard N'Guyen & Japó: Eva Records)
- Cent Regards (1989), àlbum en vinil, després CD i digital (Barcelona: G3G Records, reeditat el 2002 en CD i digital)
- Ragazzin' the Blues (1991), àlbum en CD (Nancy: Les disques du soleil et de l'acier / Gérard N'Guyen)
- Pataphysical Polka (1991)
- Haikus de pianos (1992), àlbum en CD (Nancy: Les disques du soleil et de l'acier / Gérard N'Guyen & Japó: Eva Records)
- Topographie Anecdotique (1989-1986) (1992), compilació en CD (Nancy: Les disques du soleil et de l'acier / Gérard N'Guyen)
- El ermitaño (1992)
- Traffic d'Abstraction (1992), àlbum en CD (Nancy: Les disques du soleil et de l'acier / Gérard N'Guyen)
- Yo quiero un tebeo (1993), senzill en vinil. Amb Ricardo Solfa (Jaume Sisa), i la col·laboració també de Pep Pascual, Cathy Claret, Gat, Joan Navarro, Enric Casasses (silencis), i Mark Cunningham (Barcelona: Edicions de l'Eixample)
- Danses et chants de Syldavie (1994), àlbum en CD (Nancy: Les disques du soleil et de l'acier / Gérard N'Guyen)
- El Cabaret Galàctic (1995), àlbum en CD (Nancy: Les disques du soleil et de l'acier / Gérard N'Guyen)
- Tango del Rosselló (1995), compilació en CD (Nancy: Les disques du soleil et de l'acier / Gérard N'Guyen)
- Musiques pour films Vol. 2 (1996), CD (Nancy: Les disques du soleil et de l'acier / Gérard N'Guyen)
- Un samedi sur la Terre (1997), CD (Nancy: Les disques du soleil et de l'acier / Gérard N'Guyen), BSO de la pel·lícula francesa del 1996 dirigida per Diane Bertrand.
- Un tal jazz (1997), àlbum en CD (Nancy: Les disques du soleil et de l'acier / Gérard N'Guyen)
- The Oblique Sessions (1997), àlbum en CD, amb Pierre Bastien, Jac Berrocal i Jaki Liebezeit (Nancy: Les disques du soleil et de l'acier / Gérard N'Guyen)
- Love Too Soon (1998), single en CD, amb PJ Harvey (Nancy: Les disques du soleil et de l'acier / Gérard N'Guyen & Delabel & Island Records)
- L'Argot du bruit (1998), àlbum en CD (Nancy: Les disques du soleil et de l'acier / Gérard N'Guyen)
- Zumzum·Ka (1998). CD. Obra de dansa de la companyia Gelabert+Azzopardi, amb música composta i interpretada per Pascal Comelade, amb la intervenció de Jakob Draminsky al saxo en una peça, Gerard Jacquet al baix en una altra, i el mateix Cesc Gelabert als timbals en una tercera peça (Barcelona: G3G Records, 1998). Direcció artística de l'obra de dansa: Frederic Amat i Cesc Gelabert; ballarins: Cesc Gelabert, Lydia Azzopardi, Thomas Noone, Giuliano Guerrini, Maureen López, Sarah Taylor, i Kylie-Jane Wilson; poeta: Patrick Gifreu.[9][10]
- Bel-Canto Orquestra in Concerto (1998)
- Live in Lisbon and Barcelona Ninetynine (1999)
- Swing Slang Song (1999), minialbum en CD (Nancy: Les disques du soleil et de l'acier / Gérard N'Guyen)
- Musiques de Genre (1999)
- Oblique Sessions II (2000), àlbum en CD, amb Richard Pinhas (Nancy: Les disques du soleil et de l'acier / Gérard N'Guyen)
- September Song (2000), CD (Nancy: Les disques du soleil et de l'acier / Gérard N'Guyen)
- André le Magnifique (2000). CD (Nancy: Les disques du soleil et de l'acier / Gérard N'Guyen), BSO de la pel·lícula francesa d'Emmanuel Silvestre i Thibault Staib, basada en l'obra de teatre d'Isabelle Candelier, Loïc Houdré, Gilles Laurent, Patrick Ligardes, Jean-Luc Porraz i Michel Vuillermoz.
- Pop songs del Rosselló (2000) àlbum en CD, amb Gerard Jacquet (Perpinyà: Trabucaire i Octave Productions, reeditat el 2014 per Discmedi Blau, Barcelona / Ciutat de Mallorca).[11]
- Visca la llibertat (2000), àlbum en CD de Jaume Sisa amb Pascal Comelade (Barcelona: Drac Records / Londres: Virgin Records, reeditat en CD i digital el 2006 per K.Industria a Barcelona).
- Aigua de Florida. Classes de música a la Granja, amb Llorenç Balsach i Peig (2000)
- L'illa de l'holandès (2001) BSO de la pel·lícula del director valencià Sigfrid Monleón basada en la novel·la homònima de Ferran Torrent.
- Pop songs del Rosselló 2 (2001), àlbum en CD, amb Gerard Jacquet (Perpinyà: Trabucaire i Octave Productions, reeditat el 2014 per Discmedi Blau, Barcelona / Ciutat de Mallorca).[11]
- Psicòtic Music'Hall (2002)
- Sense el ressò del dring (2002)
- Música Pop. Danses de Catalunya Nord (2003)
- Logicofobisme del piano en minúscul (2003), CD dins el llibre Pascal Comelade i la seva orquestra d'instruments de joguina, catàleg de l'exposició al Museu del Joguet de Catalunya i al CCCB, en català, castellà, francès i anglès, amb traduccions d'Enric Casasses i altres. (Barcelona i Figueres: ACTAR, KRTU, Departament de Cultura de la GenCat, Museu del Joguet a Figueres, 2003)
- La filosofia del plat combinat (2004), àlbum en CD (Barcelona / Ciutat de Mallorca: Discmedi)
- Espace Détente (2005)
- La manera més salvatge (2006). CD (i llibret), amb Enric Casasses (Barcelona / Ciutat de Mallorca: Discmedi, 2006)
- Espontex Sinfonia (2006)
- Stranger in Paradigm (2006). Vinil, edició limitada
- Ceret de toros (2006). Edició limitada. La Cobla Mil·lenària interpreta músiques de Comelade
- Alex Barbier Chante (2006), amb Alex Barbier
- Monofonicorama. Best Of(?) 2005-1992 (2007). Recopilatori
- Abril 04. En directe al Teatre Jardí de Figueres (2007), amb Lluís Llach. Directe amb 4 cançons
- Mètode de rocanrol (2007)
- Lo piano vermell (2008). Llibre de còmics amb CD (El steinway a la guillotina, disc inèdit del Pascal gravat en gires el 2006). Guió i dibuixos: Max (Francesc Capdevila); color: Aina Capdevila; Pascal Comelade hi té alguns textos a la fi, extrets del llibre mític, Enciclopèdia lògicofobista de la música catalana (1998); textos addicionals: Miquel Jurado (Barcelona / Ciutat de Mallorca: Discmedi Blau / Blau, 2008)
- Compassió pel dimoni. 8 stoned sub-versions (2008). Versions dels Rolling Stones, de regal amb la revista Enderrock 157, amb una traducció i la participació (veu) de Sergi López i Ayats, i la participació també dels músics Pep Pascual, Gérard Meloux, Didier Banon, Samy Surfer, Gat, Raph Dumas i la Banda Neurastènica del Poble Sec.
- Friki serenata (2009)
- La catedral d'escuradents (2009) Recopilatori de 4 CD 1991-2002
- N'ix (2011), amb Enric Casasses. CD i DVD (i llibret) amb el concert de Sabadell, un documental i "diverses miniatures" per la televisió francesa (Barcelona: Discmedi Blau, 2011). Hi participen els músics: Ivan Telefunkez, Oriol Luna, Roger Fortea, Pep Pascual, Roger Aixut, Ivan Martínez, Roger Aforte, Laia Torrents, Olivier Marqués, Banda "Els Companys", de Ceret (el Vallespir), Gerard Meloux, Eddie Sonar i la Bel Canto Orquestra.
- Somiatruites (2011), amb Albert Pla
- Pascal Comelade i la Cobla Sant Jordi (2011), amb la Cobla Sant Jordi
- Mosques de colors (2013), amb Pau Riba
- Poemes de 1940 (2008, 2014), Col·lecció Nord, Vol. 8, amb Jordi Pere Cerdà. Poemes i veu de Jordi Pere Cerdà (Antoni Cayrol), música de Comelade. Reeditat el 2014 per Discmedi Blau.[12]

## Publicacions
Ha escrit Pascal Comelade: Écrits monophoniques submergés i també, disponible per Internet, Enciclopèdia Logicofobista de la Música Catalana. És coautor, juntament amb Joan-Lluís Lluís i Aleix Renyé del Manifest Revulsista Nord-Català.
El KRTU n'ha publicat el llibre/disc Pascal Comelade i la seva orquestra d'instruments de joguina. Aquest llibre és el catàleg de l'exposició homònima que es va estrenar al Museu del Joguet de Catalunya, de Figueres. Comelade ha col·laborat sovint amb aquest museu.